# Microsoft Visual Studio
A Visual Studio a Microsoft több programozási nyelvet tartalmazó fejlesztőkörnyezete, amely az évek során egyre több új programnyelvvel bővült. Jelenleg a F#, C++, C# (ejtsd: Szí-sárp) és Visual Basic programozási nyelveket, valamint az XML-t támogatja. A csomag része még a MASM (Microsoft Macro Assembler) is, ami részleges assembly támogatást biztosít.

## Kiadások

### Microsoft Visual Studio 97
1997-ben adták ki az első Visual Studiot. Kétféle kiadása is készült: a Professional és az Enterprise.
A 97-es verzió a következő fejlesztő-eszközöket tartalmazta:
- Visual Basic 5.0
- Visual C++ 5.0
- Visual J++ 1.1
- Visual FoxPro 5.0

Verziószám: 5.0

### Microsoft Visual Studio 6.0
A második kiadás 1998-ban érkezett, ez volt az utolsó, ami még a Windows 9x-ekre lett kifejlesztve. (a későbbi verziók már Windows XP-re készültek)
Ez a verzió a következő programozási nyelveket támogatta:
- Visual Basic 6.0
- Visual C++ 6.0
- Visual FoxPro 6.0
- Visual J++ 1.1 (a Visual InterDev 1.1 webfejlesztés-koordinátorral kiegészítve)

Verziószám: 6.0

### Microsoft Visual Studio .NET 2002
Ezt a kiadást 2002-ben mutatták be. A béta verzió 2001-ben elérhető volt a Microsoft Developer Network-ön. Ez a verzió nagy változást jelentett a windowsos alkalmazás-fejlesztésben, ugyanakkor a Visual Studio korábbi verzióival nem kompatibilis, tehát a régebben írt programok forráskódjai csak átdolgozás után válnak működtethetővé ebben a rendszerben. Ezzel egyidejűleg bemutatták a .NET Frameworkot, amely bevezette a programozókat a menedzselt kódban való fejlesztésbe is. A Visual Studio 2002-vel a debütáló keretrendszer 1.0-s verziójára lehetett fejleszteni.
Tartalma:
- Visual Basic .NET
- Visual C++ .NET
- Visual C# .NET (1.0)
- Visual J# .NET
- ASP.NET

Verziószám: 7.0

### Microsoft Visual Studio .NET 2003
Ezt követte a 2003-ban a következő verzió. Ez a verzió a 2002-es kiadás felújított változata. Segítségével a .NET Framework 1.1-es verziójára fejleszthetünk.
Verziószám: 7.1

### Microsoft Visual Studio 2005
2005-ben jelent meg a .NET 2.0-s verzióját támogató verzió Whidbey kódnévvel. Ebben az évben jelentek meg az Express első kiadások, amelyeket regisztráció után bárki ingyenesen letölthet és használhat. Ezek a változatok nem tartalmaznak minden olyan szolgáltatást, amik a különböző teljes Visual Studio 2005 verziókban benne vannak, viszont ingyenességük miatt megfelelő választások lehetnek tanulásra, otthoni munkára.
Támogatott programozási nyelvek:
- Visual Basic .NET
- Visual C++ .NET
- Visual C# .NET 2.0
- Visual J# .NET
- ASP.NET

Verziószám: 8.0

### Microsoft Visual Studio 2008
2007 végén jelent meg Visual Studio 2008-as verziója (a kódneve Orcas). A kiadás egyik nagy újdonsága a multi-targeting, azaz szakítva az eddigi hagyományokkal - egy adott Visual Studio verzióval egy adott Microsoft .NET keretrendszer verzióra lehetett szoftvert fejleszteni - a Visual Studio 2008-cal a 2.0-s, 3.0-s, illetve a fejlesztőkörnyezettel egy időben bétából véglegessé váló 3.5-ös verziójára is készíthetünk programokat.
Verziószám: 9.0

### Microsoft Visual Studio 2010
2010 áprilisában jelent meg a Visual Studio 2010-es verziója. Fejlesztési kódneve Dev10 volt. Megújult kezelőfelülettel (amelyet WPF-fel programoztak le, ezzel különböző előnyökre szert téve, pl. lehetőség van a többmonitoros megjelenítésre, programkód nagyításra) és tartalommal, továbbá a .NET immár 4.0-s verziójával szerelve került kiadásra. Integráltan támogatja a Silverlight, Windows 7 platformokra való fejlesztést is, azonban a mobil eszközök esetén már nem támogat a Windows Phone 7-es verziónál régebbi platformon való programozást. Megújult továbbá a súgókörnyezet is.
Támogatott programozási nyelvek:
- Visual Basic .NET
- Visual C++ .NET
- Visual C# .NET 4.0
- Visual F# .NET

Verziószáma: 10.0

### Microsoft Visual Studio 2012
2012. szeptember 12-én jelent meg. Fő újdonságai közé tartozott, hogy támogatja a WinRT-t, a C++/CX-et és a C++ AMP-ot (GPGPU programozás).

### Microsoft Visual Studio 2013
2013. október 17-én jelent meg a .NET 4.5.1.-gyel.
Verziószáma: 12.0

### Microsoft Visual Studio 2015
2014. november 12-én hivatalosan is bejelentették, hogy az új verzió neve Visual Studio 2015 lesz, ami a .NET 4.6-tal, ASP.NET 5-tel, és a .NET Core 5-tel fog érkezni. A kiadásra jelölt verzió 2015. július 20-án jelent meg. A Visual Studio 2015 Update 1 2015. november 30-án jelent meg. A Visual Studio 2015 Update 2 2016. március 30-án jelent meg. A Visual Studio 2015 Update 3 pedig 2016. június 27-én jelent meg.
Verziószáma: 14.0

### Microsoft Visual Studio 2017
2017. március 7-én jelent meg a Visual Studio 2017. 2017. március 14-én jelent meg egy gyorsjavítás, ami javította a moduláris telepítő hibáit. 2017. március 31-én megjelent egy összegző frissítés, aminek köszönhetően támogatott lett az Xcode 8.3, iOS 10.3, watchOS 3.2, és tvOS 10.2 tools és API-k a Xamarin.VS kiegészítőben. A legfontosabb újdonságok:
- Új, moduláris telepítő,
- Új, részletesebb kivételfelderítő,
- Gyorsabb programindítás és projektbetöltés,
- .NET Core 1.0 és 1.1 platformok teljes támogatása,
- IntelliSense találati listájában típus szerinti szűrése,
- Live unit-tesztelés - a kód írása közben teszteli és megjeleníti az eredményeket,
- Run to Click - futtatás egy adott pontig nyomkövetés közben,
- Xamarin Forms-nál előnézet már szerkesztés közben,
- TypeScript 2.1 támogatása,
- Visual C++-ben CMake és Linux támogatás,
- Továbbfejlesztett C++11 és C++14-támogatás a C++-fordítóban és a standard könyvtárban,
- Előzetes támogatás a C++17-hez,
- A /debug:fastlink opcióval 30%-kal gyorsabb linkelés, mint a Visual Studio 2015-ben.[12]

Verziószáma: 15.0

### Microsoft Visual Studio 2019
2019. április 2-án jelent meg.
Verziószáma: 16.0

## Kiegészítők
A Visual Studio-hoz sok kiegészítő készült, melyekkel más programnyelvek támogatását is megoldották.
Néhány ezek közül:
- Crystall, amely segítségével akár a Delphi nyelvű programjainkat is lefordíthatjuk Visual Studio-ban
- IronPython, ezzel Python-ban tudunk programozni a Visual Studio környezete alatt